# Nepenthes paniculata
Nepenthes paniculata är en tvåhjärtbladig växtart som beskrevs av Danser. Nepenthes paniculata ingår i släktet Nepenthes och familjen Nepenthaceae. Inga underarter finns listade i Catalogue of Life.